# خانه برومند
خانه برومند مربوط به دوره قاجار است و در گز، کوی محله نو، خیابان سپاه واقع شده و این اثر در تاریخ ۲۵ اسفند ۱۳۸۰ با شمارهٔ ثبت ۵۴۴۵ به‌عنوان یکی از آثار ملی ایران به ثبت رسیده است.